# Perotis scabra
Perotis scabra är en gräsart som beskrevs av Carl Ludwig von Willdenow och Carl Bernhard von Trinius. Perotis scabra ingår i släktet Perotis och familjen gräs. Inga underarter finns listade i Catalogue of Life.